# 1992年冬季残疾人奥林匹克运动会挪威代表团
1992年冬季残疾人奥林匹克运动会挪威代表团是挪威派出的1992年冬季残疾人奥林匹克运动会代表团。获得5枚金牌、5枚银牌和4枚铜牌。